# 第三届世界佛教论坛
第三届世界佛教论坛是2012年4月25日至4月27日在香港举行的世界佛教论坛，主题是“和谐世界，同愿同行”，主题歌是《同愿同行》，一共有1000多为高僧大德、政要专家、社会名人等参加，开闭幕在香港体育馆举行。南京佛顶骨舍利2012年4月25日至4月30日在香港展出。

## 历程

### 4月26日

#### 前奏
第三届世界佛教论坛开幕，609位僧人在座，传印长老、觉光长老、班禅额尔德尼·确吉杰布、帕松列龙庄勐四位高僧大德拈香三拜，随后僧侣齐唱《般若波罗蜜多心经》，接着朱维群、觉光长老、曾荫权、传印长老、董建华宣读贺词。

#### 开坛仪式

##### 上午
董建华、许嘉璐、曾荫权、传印长老、觉光长老、彭清华、王作安一共7人领导开幕仪式。 随后王菲演唱《心经》，张明敏、关淑怡、刘德华等人演唱主题歌《同愿同行》。 接着高僧大德发言，由宽运法师、衍空法师主持，惟觉长老、泰国代僧王、许嘉璐、外国政要、韩国佛教宗团协会议会会长、日本佛教界代表、斯里兰卡佛教界代表依次发言，紧接着进行瞻礼佛顶舍利，随后午餐。

##### 下午
下午2点，分论坛开始。
| 分主题                     | 主持人                   | 发言人                                  | 备注 |
| -------------------------- | ------------------------ | --------------------------------------- | ---- |
| 佛教弘法的现代模式         | 衍空法师、姚志华教授     | 印顺法师、胡雪峰（藏传佛教）            |      |
| 佛教修学与现代生活的提升   | 广兴法师、Professor Endo | 净慧法师                                |      |
| 佛教典籍的整理、保护和诠释 | 惠敏法师、凈因法师       | 贾拉森（藏传佛教）、心澄法师            |      |
| 佛教教育的传统、现状与发展 | 湛如法师、王志远教授     | 宗性法师、那仓·向巴昂翁活佛（藏传佛教） |      |

下午3点50分，旭日赠书仪式开始。
下午6点，晚餐。
下午7点，电视论坛“三国佛教话法谊”开始，主题是“黄金纽带：深化佛教交流”，大会语言使用汉语、日语、韩语。

### 4月27日
上午8点半到12点，分论坛。
| 分主题                 | 主持人               | 发言人                           | 备注 |
| ---------------------- | -------------------- | -------------------------------- | ---- |
| 佛教慈善的理念与践行   | 慧开法师、李焯芬教授 | 明生法师、祜巴龙庄勐（南传佛教） |      |
| 佛教文化的继承与弘扬   | 潘宗光教授、学愚教授 | 觉醒法师、吴国平居士             |      |
| 南北传佛教的交流与展望 | 法光法师、赖永海教授 | 永信法师、都罕听（南传佛教）     |      |

## 主要人物
- 传印长老，中国佛教协会会长。
- 班禅额尔德尼·确吉杰布，第十一世班禅额尔德尼。
- 祜巴龙庄勐长老，中国佛教协会副会长。
- 觉光长老，香港佛教联合会会长。
- 宽运法师，香港佛教联合会执行副会长。
- 许嘉璐，第十届全国人大常委会副委员长。
- 董建华，全国政协副主席。
- 朱维群，中共中央统一战线工作部常务副部长。
- 王作安，国家宗教事务局局长。
- 曾荫权，香港特别行政区行政长官。